# Никола Станимиров
Никола Рачев Станимиров е български офицер (генерал-майор), командир на Лейбгвардейския конен полк (1922 – 1923).

## Биография
Никола Станимиров е роден е на 11 май 1876 г. в Габрово. През 1897 г. завършва Военното училище в София. В периода 1904 – 1906 г. учи и завършва Офицерска кавалерийска школа в Санкт Петербург, след което е произведен в чин капитан. През 1908 г. е изпратен в Санкт Петербург да поднесе мундира на 3-ти конен полк на Великата княгиня Мария Павловна, назначена за шеф на този полк. Взима участие в Балканската, Междусъюзническата и Първата световна войни в командването на 1-ви, 3-ти и 9-и конни полкове. Бил е командир на 5-и конен полк, 3-ти конен полк и Лейбгвардейския конен полк (1922 – 1923). Служил е в Кавалерийската школа.
Участвал е в редица кавалерийски атаки, включително и в тази при Кочмар през 1916 г. След военния преврат от 1923 г. е началник на жандармерията и зам. инспектор на пограничната стража. Награждаван е многократно с различни отличия във война и мирно време. От дневника на братовчед му Станимир Станимиров се вижда, че в периода 1909 – 1911 г. службата му е свързана с чести ангажименти в двореца и Станимиров използва възможността да изпраща по него съобщения до Цар Фердинанд, относно обучението на князете. На 26 март 1928 г. е произведен в чин генерал-майор и уволнен от служба.
Женен е за дъщерята на генерал-лейтенант Тодор Кантарджиев – Елена. Имат трима сина: Тодор, Рачо и Станимир и тримата следват пътя на баща си и стават офицери.
Генерал-майор Никола Станимиров умира на 11 февруари 1962 година.

## Военни звания
- Подпоручик (1897)
- Поручик (1901)
- Капитан (31 декември 1906)
- Майор (14 юли 1913)
- Подполковник (5 декември 1916)
- Полковник (1 април 1919)
- Генерал-майор (26 март 1928)

## Награди
- Военен орден „За храброст“ III и IV степен
- Княжеский орден „Св. Александър“ III и IV степен
- Народен орден „За военна заслуга“ III и V степен
- Орден „За заслуга“
- Германски „Железен кръст“ 2 клас
- Руски орден „Св. Анна“